# Joyeux Compères (film, 2009)
Pour les articles homonymes, voir Joyeux Compères.
Pour plus de détails, voir Fiche technique et Distribution.
Joyeux Compères (russe : Весельчаки) est une tragicomédie russe réalisée par Felix Mikhaïlov (ru) sur des artistes de drag-queen. Le film se présente comme une « comédie non conventionnelle » avec le slogan « Personne n'est parfait ». Dans le milieu journalistique, le film a été qualifié de premier film russe sur des travestis.
Joyeux Compères est le premier film russe sélectionné pour l'ouverture du programme Panorama à la Berlinale 2010.

## Synopsis
L'action se déroule à la fin des années 1990. Le film est centré sur le destin difficile de cinq hommes, interprètes d'un spectacle de travestissement. Après l'effondrement de leur équipe de création, ils se retrouvent dans un restaurant, où ils interviewent à tour de rôle un jeune journaliste qui, fasciné par leurs histoires, oublie le but de la conversation. Et il s'avère que chacun a sa propre façon d'entrer dans le spectacle, chacun a ses propres objectifs dans la vie et son propre destin.
Le film se termine sur le chemin d'une datcha près de Moscou, dans un champ, où les « joyeux compères » se retrouvent en compagnie d'ivrognes qui les tuent tous les quatre pour des motifs homophobes. La scène du meurtre n'est pas montrée, ce qui laisse espérer une fin ouverte. Dans le dernier plan, les cinq amis réapparaissent : Rosa, vêtue d'une robe blanche flottante, marche vers le quatuor ressuscité, dont l'auteur de l'exécution brutale est un inconnu qui a tenté de se débarrasser ainsi de son traumatisme d'enfance.

## Fiche technique
- Titre français : Joyeux Compères[3] ou Les Gais Lurons[4]
- Titre original russe : Весельчаки, Vesseltchaki[5]
- Réalisation : Felix Mikhaïlov (ru)
- Scénario : Felix Mikhaïlkov
- Photographie : Gleb Telechov
- Musique : Andreï Danyko
- Sociétés de production : Survive Entertainment, Timeline Studio, BokovFactory
- Pays de production :  Russie
- Langue originale : russe
- Format : couleurs
- Genre : comédie dramatique
- Durée : 91 minutes
- Dates de sortie : 
  - Russie : 15 octobre 2009
  - France : 11 janvier 2021 (vidéo à la demande)

## Distribution
- Ville Haapasalo (fi) : Rosa
- Danila Kozlovski : Lucia
- Renata Litvinova : la femme de Rosa
- Ivan Nikolaïev : Guenka-Guelia
- Pavel Brioun : Lara
- Ingeborga Dapkūnaitė : Margot, la mère de Guenka-Guelia
- Ievguenia Dobrovolskaïa : Valentina, la mère de Lucia
- Alekseï Klimouchkine : Fira